# Latrodectus tredecimguttatus
La viuda negra europea o araña sangrienta (Latrodectus tredecimguttatus) es una especie de araña araneomorfa de la familia de los terídidos. Es una araña muy conocida por su visible parentesco con la célebre viuda negra americana.

## Descripción
L. tredecimguttatus es de color negro, similar a la mayoría de las otras especies de viudas, y se identifica por las trece manchas que se encuentran en su abdomen dorsal (el nombre de la especie en latín significa "con trece manchas"). Estas manchas suelen ser de color rojo, pero también pueden ser de color amarillo o naranja. Por lo demás, es similar a otras especies del género Latrodectus. La viuda negra europea vive principalmente en estepas y otros pastizales, y puede ser un problema importante en áreas donde el grano se cosecha a mano. La hembra de la especie tiene una longitud corporal de aproximadamente 7-15 mm (0,28-0,59 plg), mientras que el macho es más pequeño y alcanza 4-7 mm (0,16-0,28 plg). Solo la picadura de la hembra es peligrosa (ya sea para humanos o ganado) ya que el macho no puede penetrar la epidermis relativamente gruesa.

## Distribución
Se encuentra en la cuenca mediterránea, desde Portugal y España a Asia central. Habita en la corteza de los árboles o debajo de las piedras.

## Comportamiento
Construye su telaraña con forma de caperuza, habitualmente entre la hierba, esperando en un escondrijo situado en la parte superior. Captura principalmente saltamontes.

### Reproducción
Tras el apareamiento, la hembra devora al macho.

## Relación con el hombre
Las informaciones que existen sobre la peligrosidad para el hombre de esta especie son contradictorias. Pese a su temida fama, parece ser que no se conocen casos mortales provocados por su mordedura. La DL-50 del veneno de L. tredecimguttatus se ha medido en 0,59 mg/kg, y, por separado, en 0,59 mg/kg (con un intervalo de confianza de 0,33 a 1,06). Sin embargo, sus efectos son impredecibles ya que dependen de la cantidad de veneno introducido en el cuerpo y también porque la peligrosidad de éste varía según las razas geográficas e incluso de la estación del año, siendo en otoño más activo que en primavera. El cuadro clínico provocado por las arañas del género Latrodectus se conoce como latrodectismo.